# Апухтін Олександр Миколайович
Олекса́ндр Микола́йович Апу́хтін (рос. Александр Николаевич Апухтин; 25 грудня 1861 — 7 липня 1928, Ташкент) — російський військовик, учасник російської-японської війни, генерал-лейтенант, письменник.
Походив зі спадкового дворянського роду Смоленської губернії. Після закінчення Полоцької військової гімназії і 2-го військового Костянтинівського училища в 1880 р. був підвищений до чину підпоручика в Санкт-Петербурзький гренадерський полк (лейб-гвардії Петербурзький). У 1886 р. закінчив курс Миколаївської академії генерального штабу.
Командуючи 88-м піхотним Петровським полком, Апухтін брав участь у російсько-японській війні 1904—1905 рр.; у ніч з 3 на 4 жовтня 1904 р. в бою за контроль над сопками Путилівська і Новгородська, яка завершилась захопленням двох японських батарей, був поранений у ногу — куля роздробила кістку. За бойові заслуги під час цієї кампанії був нагороджений чином генерал-майора, золотою зброєю та орденом Святого Володимира 3 ступеня з мечами. Після війни Олександр Апухтін близько два роки брав участь у роботі Комітету зі створення військ. Автор ряду статей у виданнях «Русский инвалид», «Разведчик», «Журнал общества ревнителей военных знаний». Одну з них, «Подчинение и самодеятельность», було видано окремою брошурою. Командував 1-ю бригадою 24-ї дивізії.
Генерал-лейтенант (1914). Учасник Першої світової війни. Командир піхотної дивізії. Голова секції для розробки спільного для армії положення про солдатські комісії (1917).
У Червоній армії з 1918 року. З 1922 р. — професор кафедри військового мистецтва в Середньоазіатському університеті (Ташкент), викладач військової історії у військовій школі та школі сходознавства. Помер 7 липня 1928 р. в Ташкенті, похований там же.